# Unterreith (Dorfen)
Unterreith ist ein Gemeindeteil der Stadt Dorfen im oberbayerischen Landkreis Erding.

## Lage
Die Einöde Unterreith liegt auf der Gemarkung Grüntegernbach in der Luftlinie 5,5 Kilometer nordöstlich von Dorfen. 

## Bevölkerungsentwicklung
Um 1871 gab es in Unterreith sieben Einwohner. Im Mai 1987 lebten dort sechs Einwohner in einem Wohngebäude.
| Jahr      | 1871 | 1925 | 1950 | 1970 | 1987 |
| Einwohner | 7    | 13   | 10   | 8    | 6    |